# Kunguri jégbarlang
A Kunguri jégbarlang karszt barlang az Urál-hegységben, Oroszországban, Kungur város közelében a Sziva-folyó jobb partján. A barlang híres a jég alkotta alakzatairól.
A barlangot 1703 óta ismerik, amikor is I. Péter orosz cár ideküldte S.U. Remezov földrajztudóst, aki elkészítette az első rajzokat a barlangról. A barlang 1914 óta kirándulóhely, ahol három különböző hosszúságú útvonal járható be. Évente százezer látogatót vonz és már mintegy 5 millió fő látta, amióta megnyitották a nyilvánosság előtt. 

## Galéria

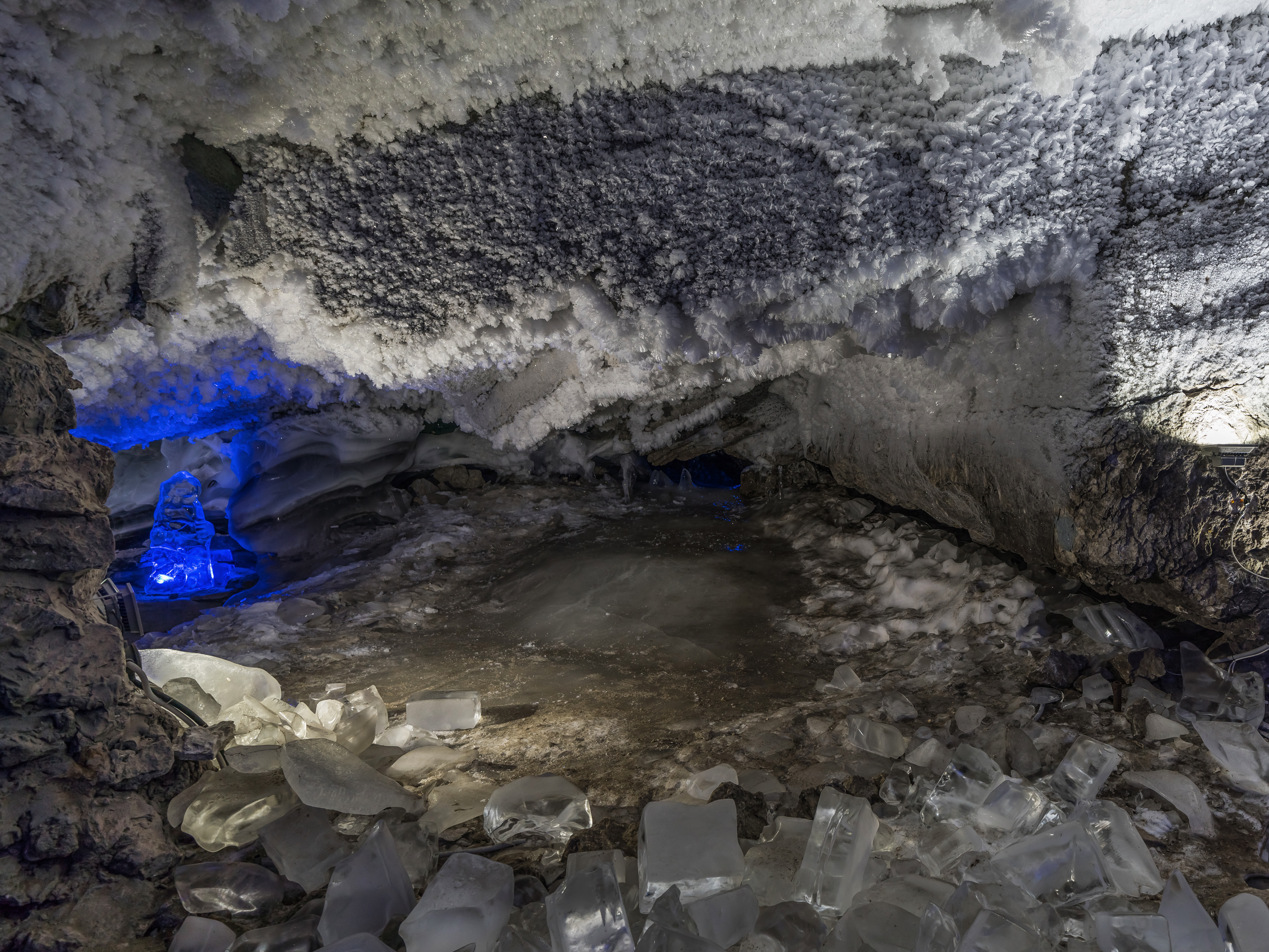
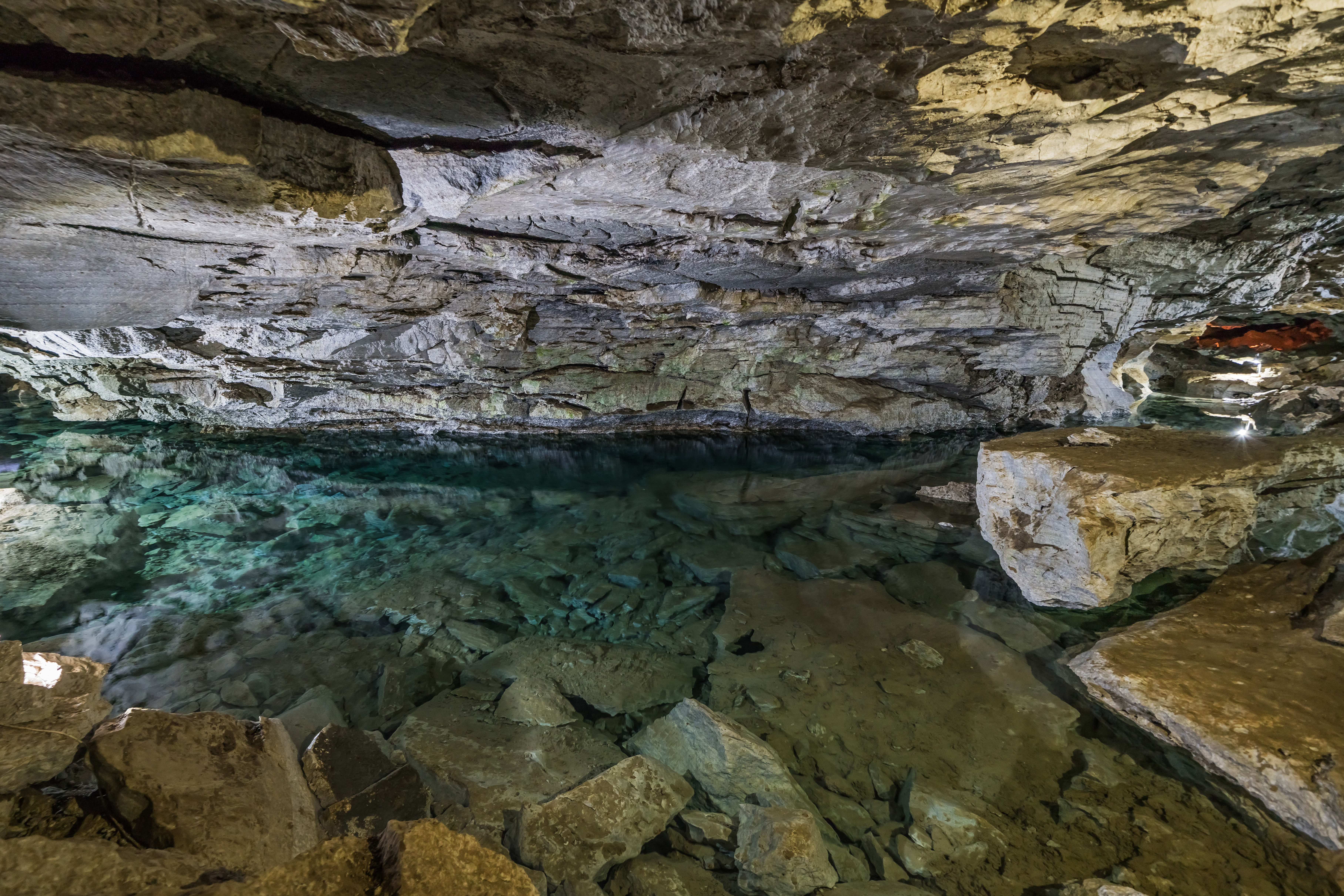
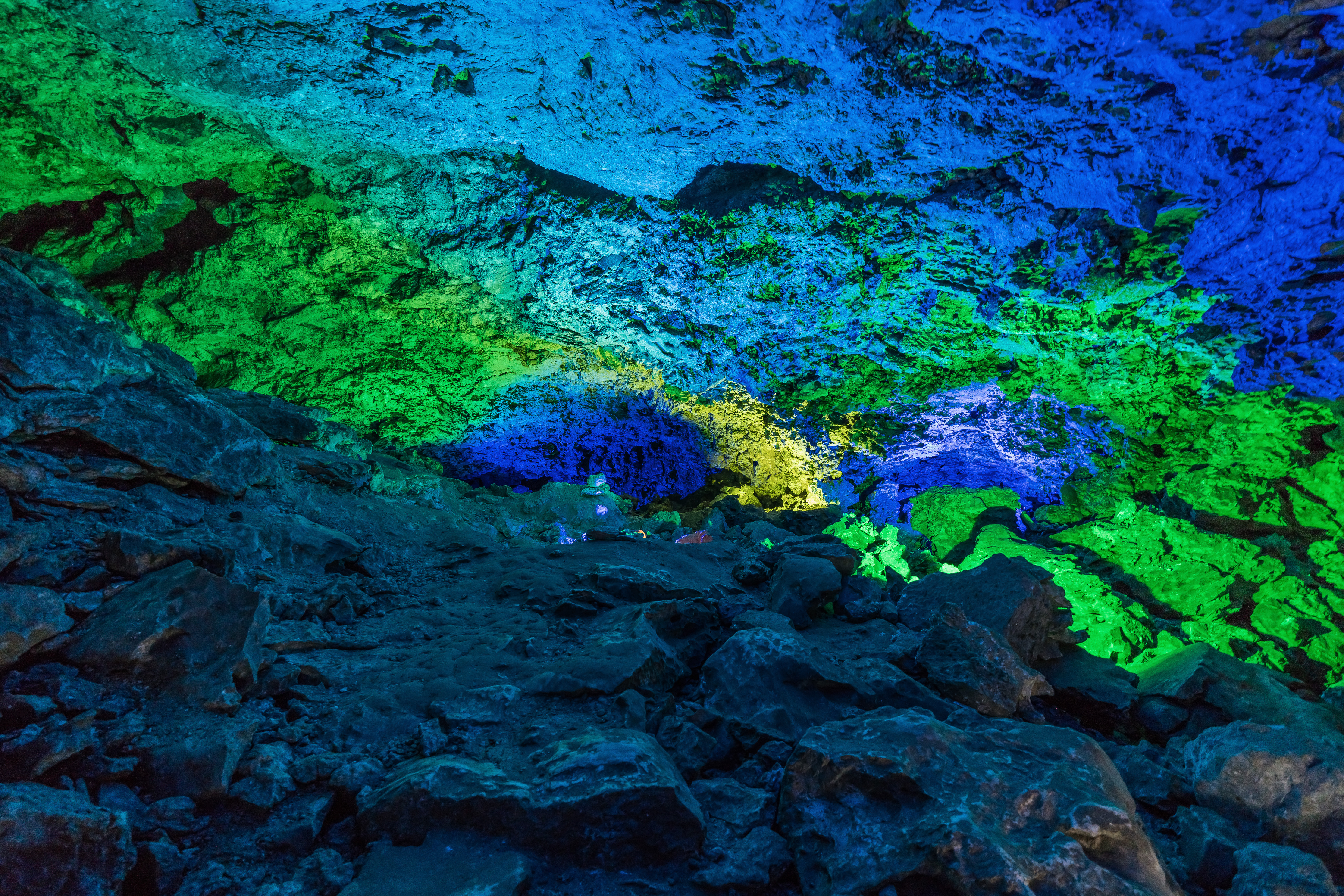
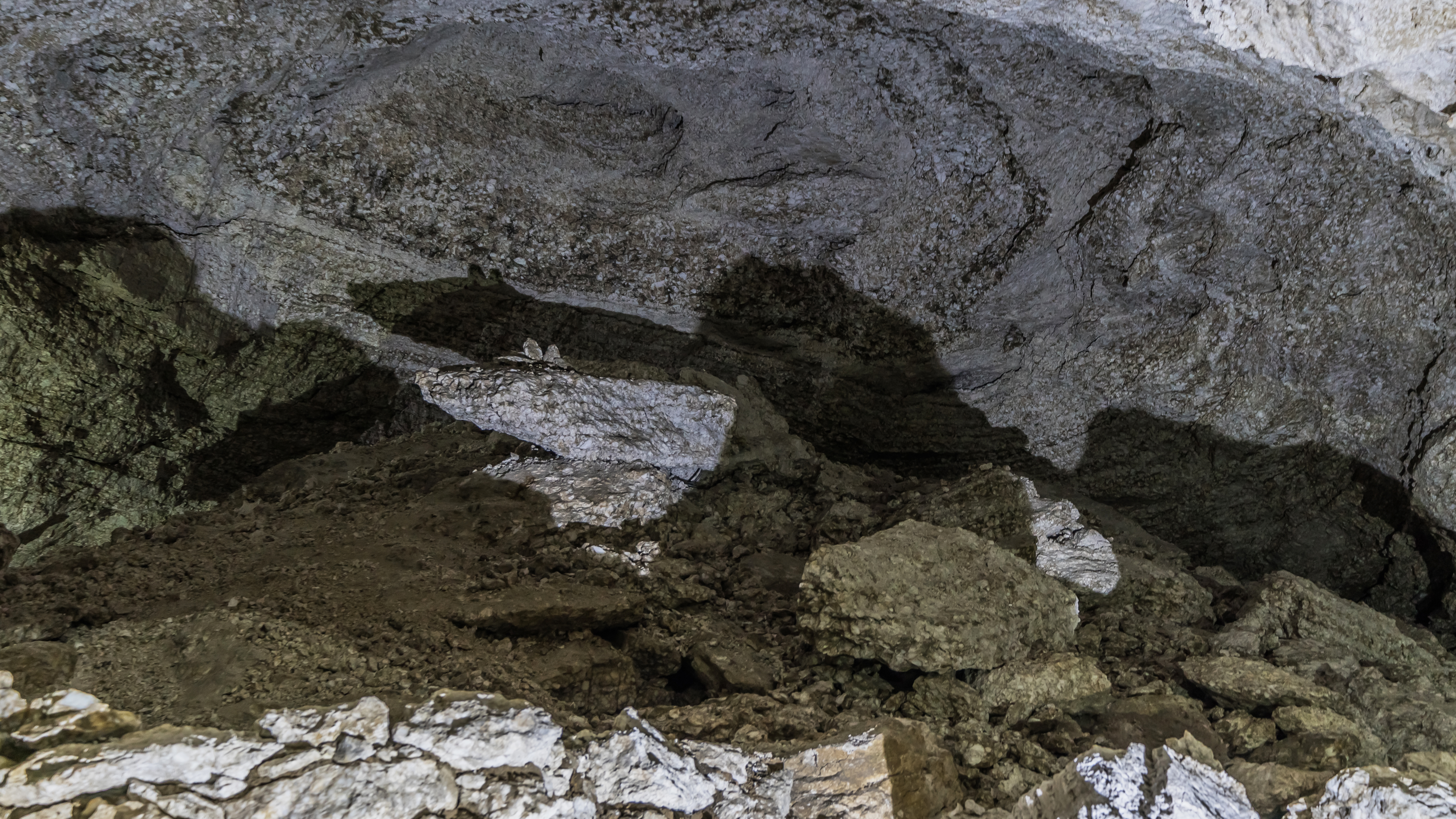
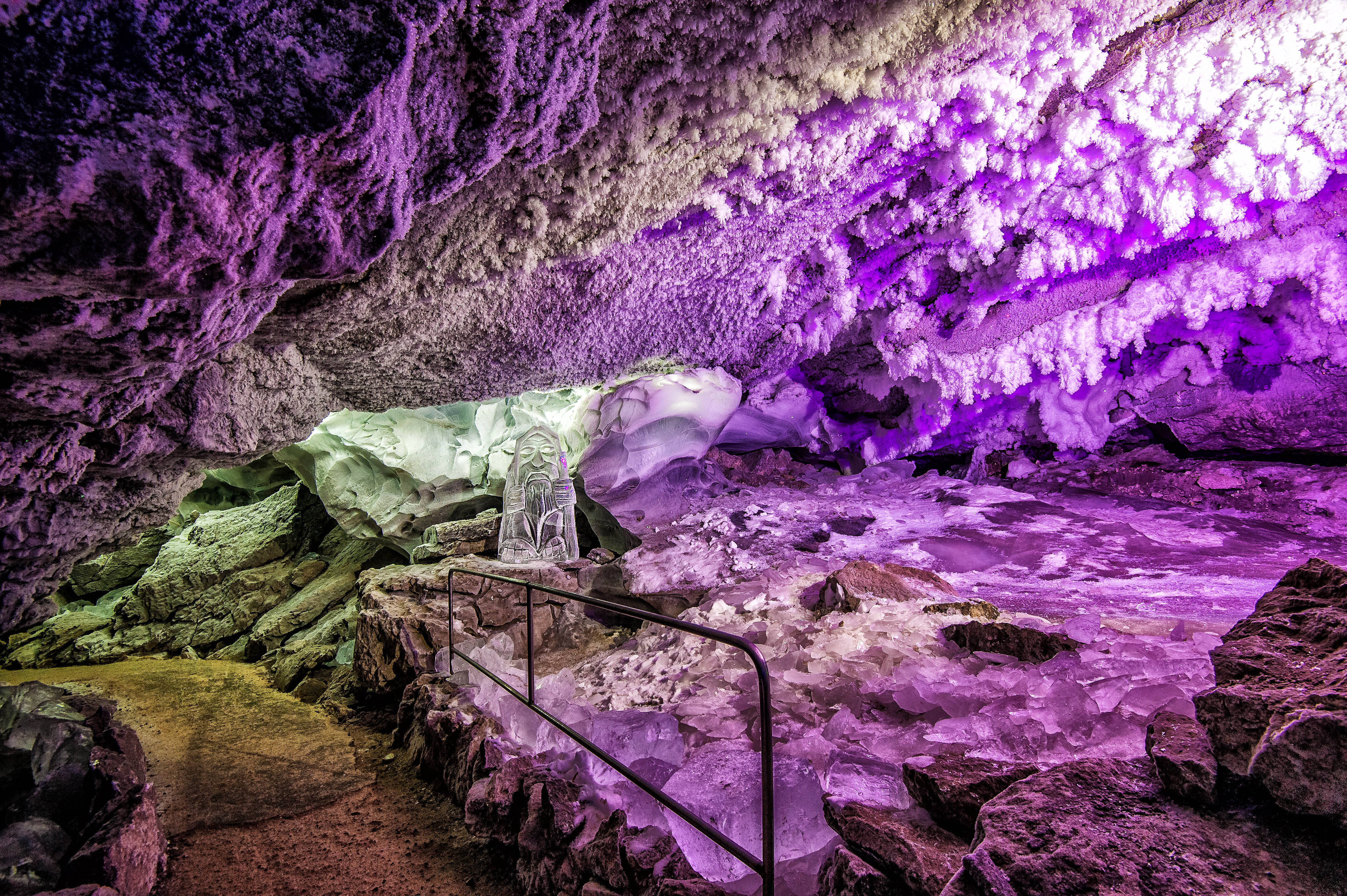
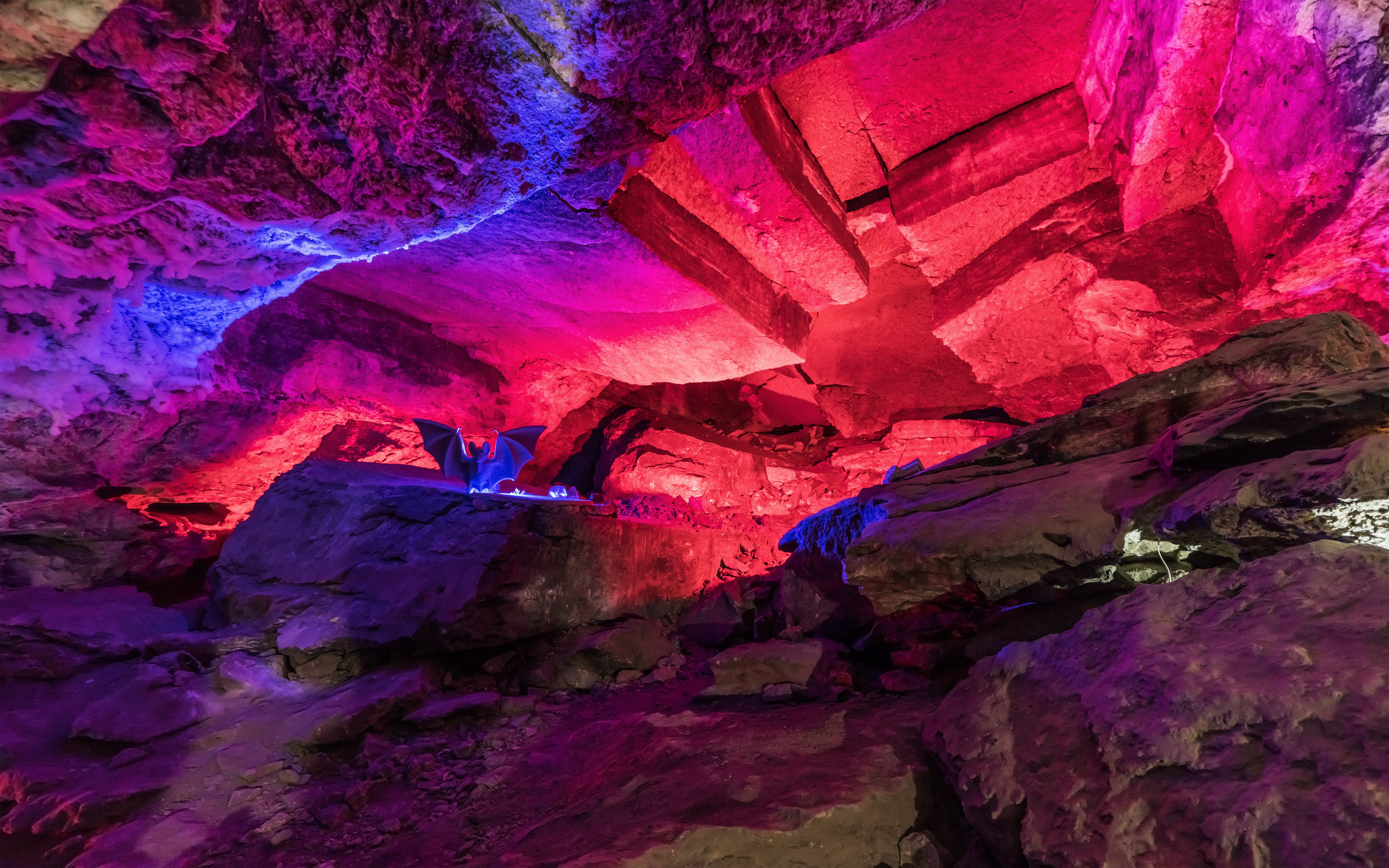

## Fordítás
Ez a szócikk részben vagy egészben  a   Kungur Ice Cave című angol Wikipédia-szócikk ezen változatának fordításán alapul.  Az eredeti cikk szerkesztőit annak laptörténete sorolja fel. Ez a jelzés csupán a megfogalmazás eredetét és a szerzői jogokat jelzi, nem szolgál a cikkben szereplő információk forrásmegjelöléseként.